# 莊蘊寬

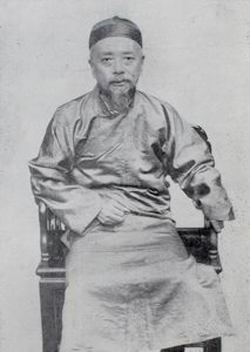
莊蘊寬

莊蕴宽（1867年1月3日—1932年3月2日），字思缄，号抱闳，晚号无碍居士，江苏武进（今屬常州市）人，清朝、民国政治人物、书画家，能诗擅联。

## 生平
莊蘊寬生于清同治五年十一月二十八日（1867年1月3日），光绪十七年（1891年）辛卯科副贡。早年就读于江阴南菁书院，捐资以知州指分广西，任浔江书院山长。此后历任广西平南县知县、百色直隶厅同知、泗城府知府。光緒三十年（1904年）任广西武备学堂总办（黄埔军校前身）、梧州府知府。光緒三十二年（1906年）任太平思顺兵备道、镇南关监督，历充广东振新八营暨广东常备军统领、督办广西边防。次年，庄蕴宽随清廷代表团到日本参加天皇加冕仪式，光緒三十四年（1908年）任陆军部特派员，赴日本考察。在两次访问日本期间，莊蘊寬广泛接触中国同盟会人士，并招募了几批留日军校学生到广西武备学堂和广西边防军任职。
宣統三年十月十四日（1911年12月4日）江蘇、浙江、上海都督於上海會議籌組政府及以五色旗為國旗方案，莊蘊寬與程德全、宋教仁、陳其美、趙鳳昌支持採用五色旗。中华民国成立以后，庄蕴宽任代理江苏都督至实任都督、浦口商埠督办。
1914年任熊希齡內閣平政院肃政厅都肃政史 、约法会议议员，授少卿，勳三位，二等嘉禾章。次年袁世凯称帝，庄蕴宽表示反对，并召集肃政史开会议决呈请袁世凯将帝制“迅予取消，以靖人心”。民國五年（1916年）四月至民國十六年（1927年）二月，任审计院院长。
民國十三年十二月二十日（1924年1月25日）清室善后委员会成立，莊蘊寬任委员。次年，十月十日故宫博物院成立，莊蘊寬被尊为主持典礼的主席，在乾清宫主持开院典礼。同年，任故宫博物院理事、故宫博物院图书馆馆长。民國十五年（1926年）和卢永祥任故宫博物院维持员。后来故宫博物院成立维持会，江瀚任会长，庄蕴宽、王宠惠任副会长。南京国民政府接收故宫博物院后，莊蘊寬再度出任故宫博物院图书馆馆长。
民國十八年（1929年）江苏通志编纂委员会成立，莊蘊寬任总编纂，张相文、陈去病、金鉽、柳诒徵任常务编纂。
民國二十一年正月十五日（1932年3月2日），莊蘊寬在家乡武进因病逝世，享壽67岁。

## 家庭

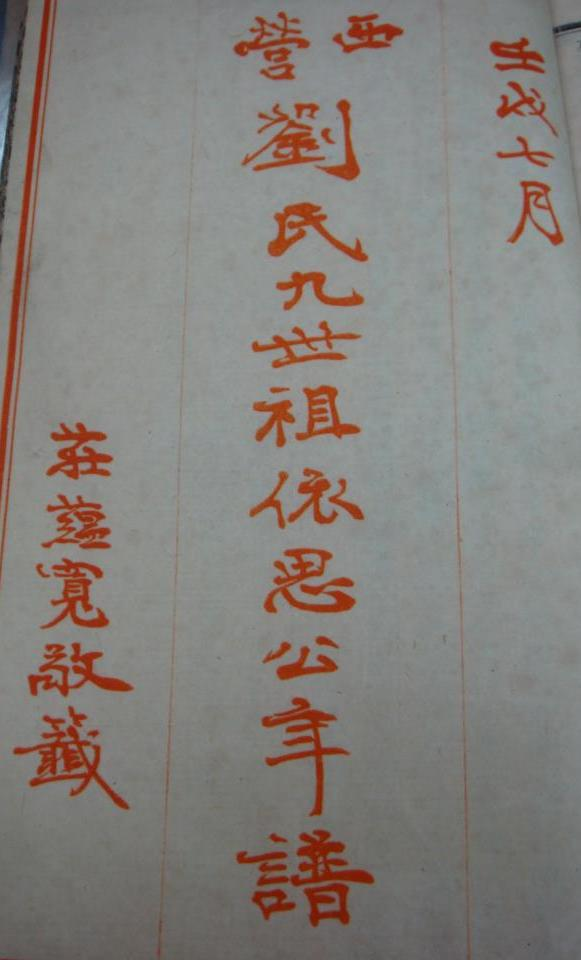
於世代聯姻的武進劉氏譜牒之題簽

- 姐姐庄还，為吴稚英之妻[9]。